# Катерина Висконти (1282 – 1311)
Вижте пояснителната страница за други личности с името Катерина Висконти.
Катерина Висконти (на италиански: Catherine Visconti; * 1282, Милано, Синьория Милано; † 1311, Верона) от фамилията Висконти, е чрез брак господарка на Верона (1298 – 1311).

## Произход
Тя е дъщеря на господаря на Милано Матео I Висконти (1250 – 1322) и на съпругата му Бонакоса Бори (1254 – 1321). Негови дядо и баба по бащина линия са Теобалдо (или Тибалдо) Висконти и Анастасия Пировано, а по майчина – Скуарчино Бори, един от лидерите на изгнаниците привърженици на Отоне Висконти, и Антония. Има петима братя и четири сестри:
- Галеацо I (1277 – 1328), господар на Милано (1322 – 5 юли 1327), подест на Новара (1298 – 99); съпруг на Беатриче д'Есте;
- Марко, нар. Балатроне (ок. 1289 – 1329), подест на Алесандрия (1310), политик и кондотиер, господар на Розате и на Лука (15 април – 30 юни 1329);
- Стефано (1288 – 1327), господар на Арона, съпруг на Валентина Дория
- Джовани (1290 – 1354), епископ на Новара (1332), архиепископ на Милано от 1339, съгосподар на Милано (1349 – 1554) с брат си Лукино Висконти, господар на Генуа (1352), господар на Болоня и Новара (1353);
- Лукино Висконти (1292 – 1349), съгосподар на Милано с брат си Джовани (1339 – 1349), господар на Павия (1315), съпруг на Виоланта от Салуцо, Катерина Спинола и Изабела Фиески, племенница на папа Адриан V
- Дзакарина (1295 – 1328), господарка на Комо като съпруга на Франкино Руска
- Флорамонда († 1321), графиня на Маканьо Империале като съпруга на Гуидо Мандели
- Агнес (неизв.), съпруга на Чекино дела Скала
- Беатриче (* ок. 1280), маркиза на Верукола като съпруга на Спинета Маласпина.

Има и един полубрат от извънбрачна връзка на баща си.

## Брак и потомство
∞ 1291 за Албоино I дела Скала († 28 октомври 1311, Верона), господар на Верона, син на Алберто I дела Скала, господар на Верона и на съпругата му Верде ди Салицоле. Имат две дъщери:
- Верде дела Скала († 1340), ∞ 1. 1316 за Рикардо да Камино ∞ 2. 1340 за Уголино Уголино Гонзага, син на Гуидо Гондзага – господар на Мантуа
- Омелия дела Скала

След смъртта ѝ нейният съпруг се жени за Беатриче да Кореджо (* 1286, † 1321).